# Geomètrids
Els geomètrids (Geometridae) són una família de lepidòpters ditrisis de la superfamília dels geometroïdeus (Geometroidea). Inclou 23.000 espècies. El nom de "Geometridae" deriva del grec γεωμέτρης ("geòmetra, mesurador de terres"). Això fa referència al sistema de locomoció de les larves o erugues, que tenen un cos diferent al d'altres erugues i es mouen d'una manera característica, alçant la part mitjana del cos, donant la impressió que mesuren el camí.
Un membre molt conegut n'és Biston betularia, el qual ha estat subjecte de nombrosos estudis de genètica de poblacions ja que es un exemple clàssic de selecció natural darwiniana. Moltes espècies són plagues per a l'agricultura. Les erugues típicament s'alimenten de fulles, algunes ho fan de líquens, flors o pol·len. En el gènere Eupithecia de les Hawaii, fins i tot són carnívores. Els adults solen tenir l'abdomen prim i les ales amples. Algunes espècies mostren una excepcional cripsi sobre troncs. La majoria tenen una mida mitjana, d'uns 3 cm d'envergadura alar, i algunes mostren activitat diürna.